# Sachia Vickery
Sashia Vickery (Miramar, 11 maggio 1995) è una tennista statunitense.

## Carriera
Nel circuito ITF ha vinto 3 titoli in doppio e 3 titoli in singolo.
Nel 2013, ha vinto l'USTA National Junior Championships.
Nei tornei dello Slam ha raggiunto il secondo turno agli US Open del 2013 perdendo contro Julia Glushko. L'anno seguente ha preso parte agli Australian Open del 2014 dove è stata sconfitta all'esordio dalla connazionale Lauren Davis.
Inizia il 2018 passando le qualificazioni ad Auckland e spingendosi fino alla semifinale, eliminando nel turno precedente la polacca e testa di serie numero 4 Agnieszka Radwańska lasciandole appena quattro games, per poi arrendersi dalla danese e favorita del torneo Caroline Wozniacki con un doppio 6-4.

## Statistiche ITF

### Singolare

#### Vittorie (3)
| Torneo $100.000 (0) |
| Torneo $80.000 (0)  |
| Torneo $75.000 (0)  |
| Torneo $60.000 (1)  |
| Torneo $50.000 (0)  |
| Torneo $25.000 (2)  |
| Torneo $15.000 (0)  |
| Torneo $10.000 (0)  |

| N. | Data             | Torneo                                   | Superficie  | Avversaria          | Punteggio     |
| 1. | 18 gennaio 2015  | Plantation Women's Open, Plantation      | Terra verde | Samantha Crawford   | 6-3, 6-1      |
| 2. | 1º febbraio 2015 | Sunrise Women's Open, Sunrise            | Terra verde | Sara Sorribes Tormo | 6-2, 2-6, 6-3 |
| 3. | 1º ottobre 2017  | Central Coast Pro Tennis Open, Templeton | Cemento     | Jamie Loeb          | 6-1, 6-2      |

#### Sconfitte (7)
| Torneo $100.000 (0) |
| Torneo $80.000 (0)  |
| Torneo $75.000 (0)  |
| Torneo $60.000 (3)  |
| Torneo $50.000 (0)  |
| Torneo $25.000 (3)  |
| Torneo $15.000 (0)  |
| Torneo $10.000 (1)  |

| N. | Data             | Torneo                                    | Superficie | Avversaria       | Punteggio     |
| 1. | 16 gennaio 2011  | Open de la ville de Gosier, Le Gosier     | Cemento    | Gail Brodsky     | 3–6, 6–2, 2–6 |
| 2. | 9 ottobre 2016   | USTA Challenger of Redding, Redding       | Cemento    | Françoise Abanda | 6–3, 4–6, 4–6 |
| 3. | 19 novembre 2017 | Sooner Open, Norman                       | Cemento    | Danielle Collins | 6–1, 3–6, 4–6 |
| 4. | 2 febbraio 2020  | McDonald's Burnie International, Burnie   | Cemento    | Maddison Inglis  | 6-2, 3-6, 5-7 |
| 5. | 27 febbraio 2022 | Santo Domingo Women's Open, Santo Domingo | Cemento    | Katie Swan       | 4-6, 3-6      |
| 6. | 29 maggio 2022   | Orlando USTA Pro Circuit Event, Orlando   | Cemento    | Robin Anderson   | 5-7, 4-6      |
| 7. | 24 luglio 2022   | The Women's Hospital Classic, Evansville  | Cemento    | Ashlyn Krueger   | 3-6, 5-7      |

### Doppio

#### Vittorie (3)
| Torneo $100.000 (1) |
| Torneo $80.000 (0)  |
| Torneo $75.000 (0)  |
| Torneo $60.000 (1)  |
| Torneo $50.000 (0)  |
| Torneo $25.000 (1)  |
| Torneo $15.000 (0)  |
| Torneo $10.000 (0)  |

| N. | Data             | Torneo                                   | Superficie  | Compagna          | Avversarie in finale            | Punteggio        |
| 1. | 24 febbraio 2013 | City Of Surprise Women's Open, Surprise  | Cemento     | Samantha Crawford | Emily J. Harman Xu Yifan        | 6-3, 3-6, [10-7] |
| 2. | 20 luglio 2019   | Berkeley Tennis Club Challenge, Berkeley | Cemento     | Madison Brengle   | Francesca Di Lorenzo Katie Swan | 6-3, 7-5         |
| 3. | 3 luglio 2022    | LTP Charleston Pro Tennis, Charleston    | Terra verde | Alycia Parks      | Tímea Babos Marcela Zacarías    | 6-4, 5-7, [10-5] |

#### Sconfitte (3)
| Torneo $100.000 (1) |
| Torneo $80.000 (0)  |
| Torneo $75.000 (0)  |
| Torneo $60.000 (0)  |
| Torneo $50.000 (1)  |
| Torneo $25.000 (1)  |
| Torneo $15.000 (0)  |
| Torneo $10.000 (0)  |

| N. | Data            | Torneo                              | Superficie  | Compagna          | Avversarie in finale               | Punteggio           |
| 1. | 22 marzo 2014   | Innisbrook Women's Open, Innsbrook  | Terra verde | Allie Kiick       | Gioia Barbieri Julia Cohen         | 6(5)–7, 0–6         |
| 2. | 20 luglio 2014  | Carson Challenger, Carson           | Cemento     | Samantha Crawford | Michaëlla Krajicek Olivia Rogowska | 6(4)–7, 1–6         |
| 3. | 7 febbraio 2015 | Dow Corning Tennis Classic, Midland | Cemento (i) | Jacqueline Cako   | Julie Coin Emily Webley-Smith      | 6–4, 6(4)–7, [9–11] |

## Risultati in progressione
| Sigla | Risultato               |
| ----- | ----------------------- |
| V     | Vincitore               |
| F     | Finalista               |
| SF    | Semifinalista           |
| O     | Oro olimpico            |
| A     | Argento olimpico        |
| SF    | Bronzo olimpico         |
| QF    | Quarti di Finale        |
| 4T    | Quarto turno            |
| 3T    | Terzo turno             |
| 2T    | Secondo turno           |
| 1T    | Primo turno             |
| RR    | Round Robin             |
| LQ    | Turno di qualificazione |
| A     | Assente                 |
| ND    | Non disputato           |

| Legenda superfici    |
| -------------------- |
| Cemento              |
| Terra battuta        |
| Erba                 |
| Superficie variabile |

### Singolare nei tornei del Grande Slam
| Torneo          | 2013 | 2014 | 2015 | V--S |
| --------------- | ---- | ---- | ---- | ---- |
| Australian Open | A    | 1T   | A    | 0-1  |
| Open di Francia | A    | A    | A    | 0-0  |
| Wimbledon       | A    | A    |      | 0-0  |
| US Open         | 2T   | A    |      | 1-1  |
| Totale          | 1-1  | 0-1  | 0-0  | 1-2  |

### Doppio nei tornei del Grande Slam
| Torneo          | 2013 | 2014 | 2015 | V--S |
| --------------- | ---- | ---- | ---- | ---- |
| Australian Open | A    | A    | A    | 0-0  |
| Open di Francia | A    | A    | A    | 0-0  |
| Wimbledon       | A    | A    |      | 0-0  |
| US Open         | 1T   | A    |      | 0-1  |
| Totale          | 0-1  | 0-0  | 0-0  | 0-1  |

### Doppio misto nei tornei del Grande Slam
Nessuna partecipazione

## Vittorie contro giocatrici top 10
| Stagione | 2018 | Totale |
| Vittorie | 1    | 1      |

| #    | Giocatrice       | Ranking | Evento                          | Superficie | Turno | Punteggio     | Rank. SVR |
| ---- | ---------------- | ------- | ------------------------------- | ---------- | ----- | ------------- | --------- |
| 2018 |                  |         |                                 |            |       |               |           |
| 1.   | Garbiñe Muguruza | 3       | Indian Wells Open, Indian Wells | Cemento    | 2T    | 2-6, 7-5, 6-1 | 100       |